# Октябрьское муниципальное образование (Ртищевский район)
Октябрьское сельское поселение, Октябрьское муниципальное образование — муниципальное образование в Ртищевском муниципальном районе Саратовской области России. Образовано в 2006 году. Центр — посёлок Темп.

## Населенные пункты
- посёлок Темп
- ж/д. станция Байка
- ж/д. станция Благодатка
- посёлок Дубасовский
- посёлок Луч
- деревня Ольховка
- село Песчанка
- село Петропавловка
- посёлок Правда
- село Сапожок
- посёлок Таптулино

## Население
| 2010  | 2011  | 2012  | 2013  | 2014  | 2015  | 2016  |
| ----- | ----- | ----- | ----- | ----- | ----- | ----- |
| 2457  | ↘2447 | ↘2413 | ↘2365 | ↘2305 | ↘2246 | ↘2205 |
| 2017  | 2018  | 2019  | 2020  | 2021  |       |       |
| ↘2161 | ↘2114 | ↘2067 | ↘2021 | ↘2002 |       |       |